# Robos-i anija
Robos-i anija (v korejském originále 로봇이 아니야, Robosi Aniya; anglický název: I'm Not a Robot) je jihokorejský 32dílný televizní seriál z roku 2017, v němž hrají Ju Sung-ho, Čchä Su-pin a Um Gi-džun. Vysílal se na stanici MBC od 6. prosince 2017 do 25. ledna 2018 každou středu a čtvrtek ve 22.00.

## Obsazení
| Ju Sung-ho  | Kim Min-gju   |
| Čchä Su-pin | Čo Či-a/Ači 3 |
| Um Gi-džun  | Hong Päk-kjon |